# Navy Yard City
Navy Yard City é uma Região censo-designada localizada no estado norte-americano de Washington, no Condado de Kitsap.

## Demografia
Segundo o censo norte-americano de 2000, a sua população era de 2638 habitantes.

## Geografia
De acordo com o United States Census Bureau tem uma área de
2,4 km², dos quais 1,5 km² cobertos por terra e 0,9 km² cobertos por água.

## Localidades na vizinhança
O diagrama seguinte representa as localidades num raio de 8 km ao redor de Navy Yard City.